# Leistus
Leistus là một chi bọ cánh cứng thuộc họ Carabidae đặc hữu của miền Cổ bắc và miền Tân bắc.

## Hình ảnh

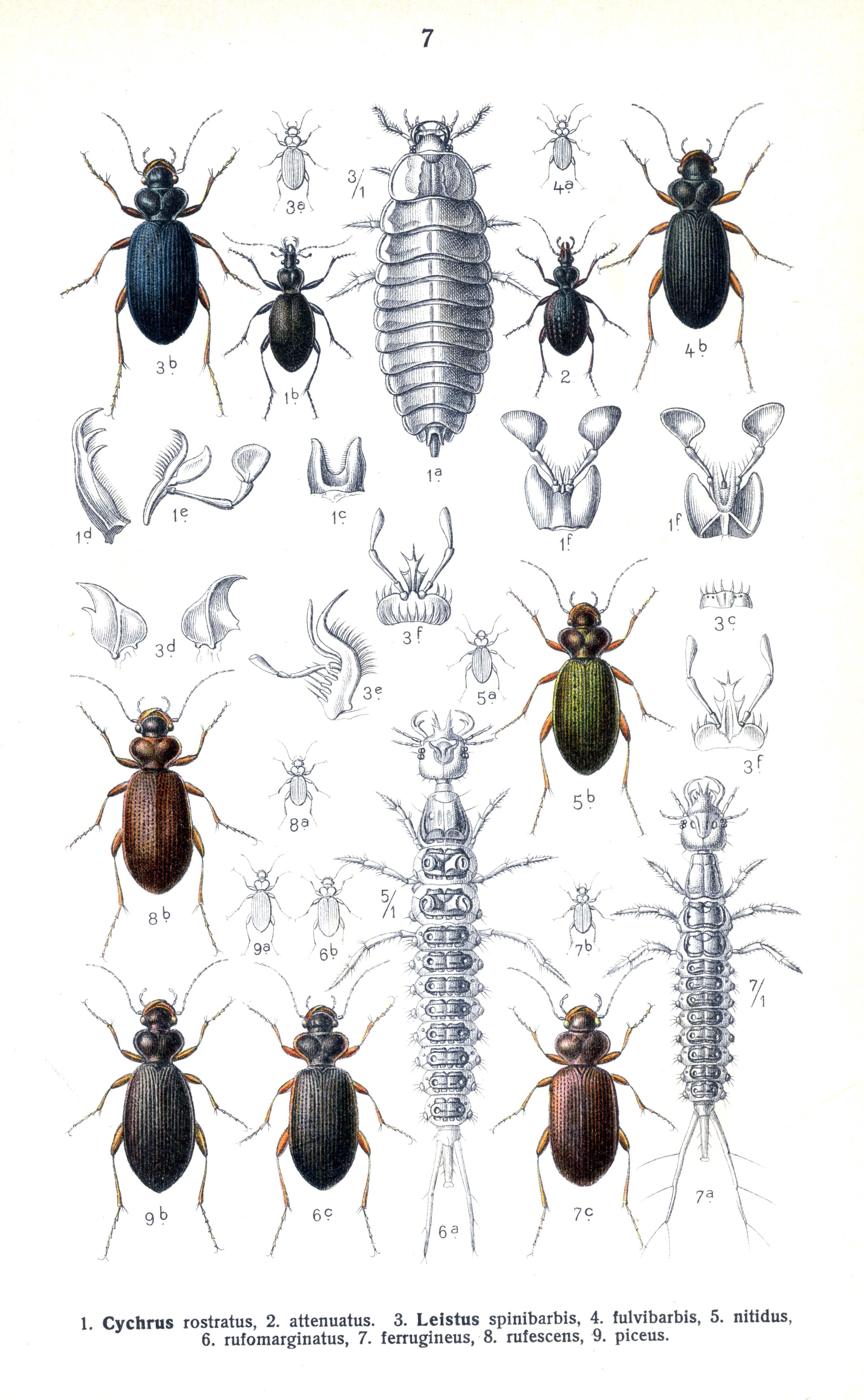
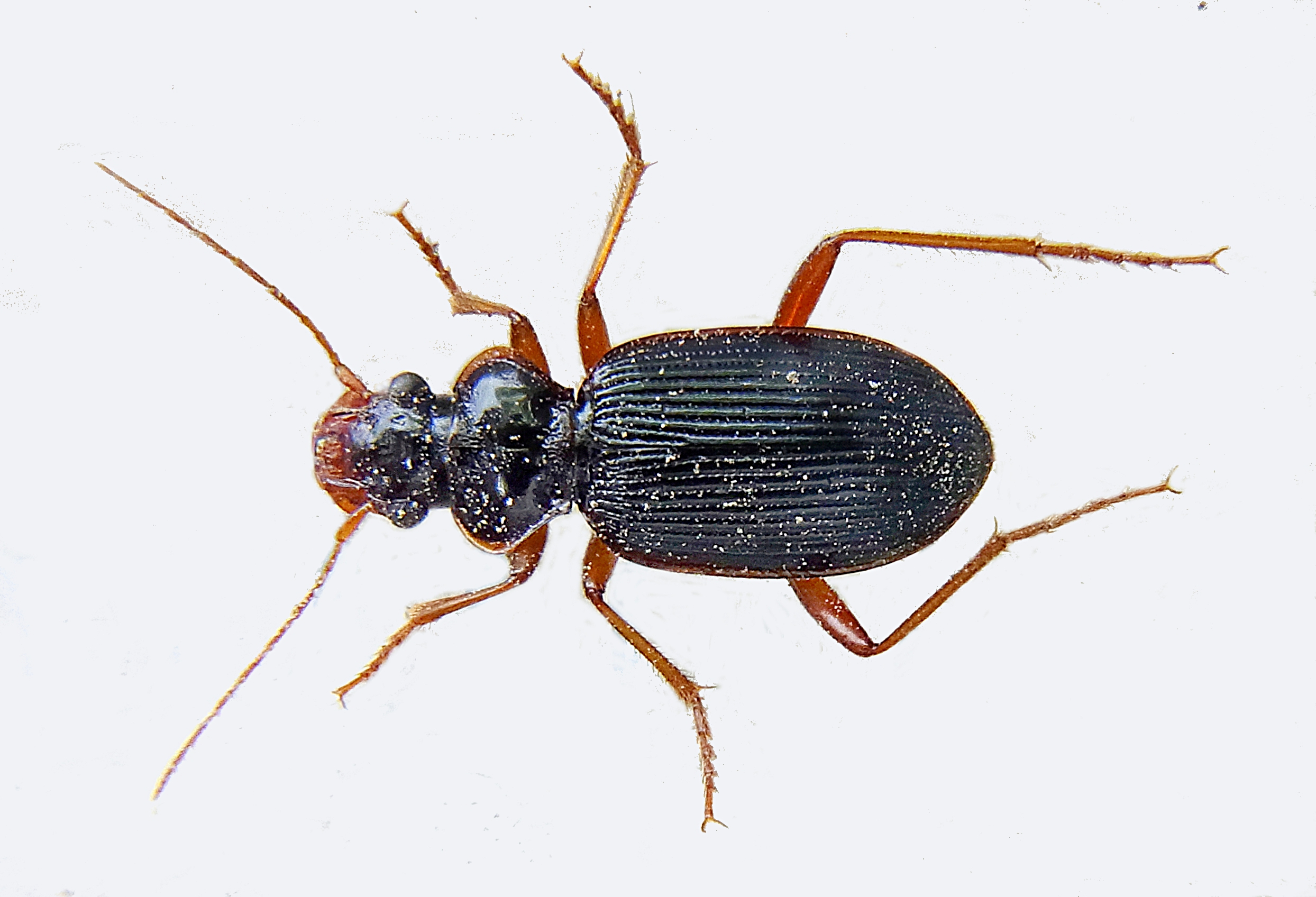